# جودي تشو
جودي ماي تشو (من مواليد 7 يوليو 1953) هي سياسية أمريكية تعمل كممثلة للولايات المتحدة في . عضو في الحزب الديمقراطي ، وقد شغلت مقعدًا في الكونجرس منذ عام 2009، ممثلة حتى إعادة تقسيم الدوائر. تشو هي أول امرأة أمريكية من أصل صيني يتم انتخابها لعضوية الكونجرس.
في عام 1974، حصل تشو على درجة الباكالوريوس في الرياضيات من جامعة كالفورنيا . وفي عام 1979 حصلت على درجة الدكتورة. شهادة في علم النفس من كلية كالفورنيا لعلم النفس المهني في حرم جامعة أليانت الدولية في لوس أنجلس .